# 澤田汐音
澤田汐音（1998年7月17日—）是日本模特兒和女演員。北海道出身。隸屬Stardust Promotion藝能二部。血型O型。興趣是滑雪，特長是芭蕾舞。2013年至2016年為女子樂隊Le Lien的吉他主音，身高166cm。已婚。

## 演出作品

### 電視劇
- 超再現!Mystery（日语：超再現!ミステリー）（2012年6月、日本電視台）
- 非公認戰隊秋葉原連者Season痛（2013年4月、 BS朝日、東京都會電視台）飾演秋葉藍(二代)/石清水美月
- 大河劇八重之櫻（2013年、NHK）飾演山川美和(與酒井彩音和守田菜生合飾一角不同時期)
- 未來!野外獵人（日语：みらい!フィールドハンター）（2013年7月、NHK教育頻道）飾演セセリーヌ

### WEB
- NHK1seg「ハズカム」

### 雜誌
- nicola（日语：ニコラ (雑誌)）（2012年7月號 - 、新潮社）専屬模特兒
- ディズニーファン
- なかよし
- nico☆petit（日语：ニコ☆プチ）（2009年8月号 - 2012年6月号、新潮社）専屬模特兒
- フォトテクニックデジタル（2013年7月号、玄光社）

### DVD
- オムニバスホラーDVD『怖譚-コワタン-』収録『集金人』主演・ひとみ役
- 澤田汐音の画像・写真・ニュース記事一覧[1]

### 其他
- セシールキューホップ
- 未成年者喫煙防止ポスター

## 外部連結
- 澤田汐音 （页面存档备份，存于） - 官方簡介
- ニコラ公式プロフィール
- Share Smile - 澤田汐音オフィシャルブログ （页面存档备份，存于）
- Le Lien Home Page[永久]-澤田汐音所屬女子樂隊的官方網頁

1. ↑  . モデルプレス - ライフスタイル・ファッションエンタメニュース.   [2022-06-11]. （原始内容存档于2022-07-19） （日语）.